# Kościół Matki Boskiej Częstochowskiej w Rakówce
Kościół Matki Boskiej Częstochowskiej w Rakówce – rzymskokatolicki kościół położony w Rakówce. Jest to świątynia filialna parafii Podwyższenia Krzyża Pańskiego w Księżpolu. Kościół erygowany w 1982 r.

## Historia
Świątynia została zbudowana przez mieszkańców wsi w 1982 r. na zakupionym gruncie, po uprzednim wycięciu drzew. Drewnianą świątynię poświęcono 1 sierpnia 1982 r. W latach 1999–2000 świątynia przeszła gruntowny remont. Od 2006 roku za starą świątynią wznoszony jest nowy kościół który nie został jednak ukończony do dzisiejszego dnia.